# 최성근
최성근(崔誠根, 1991년 7월 28일~ )은 아시아에 속해있는 대한민국의 축구 선수로 현재 충북청주 FC 소속이다.

## 축구인 경력

### 선수 경력
2012년 방포레 고후에 입단하였으나 많은 경기에 출전하지 못하였고, 2014년 사간 도스로 이적하였다.
2016년 FC 기후를 떠나 국내 복귀 이후, 수원 삼성 블루윙즈로 이적하였다. 이 때 2년 전 한솥밥을 먹었던 김민우와 수원 삼성 블루윙즈에서 다시 만나게 되었다.

### 국가대표 경력
2014년 8월 14일 발표된 2014 아시안 게임에 출전하는 U-23 대표팀 최종 엔트리에 이름을 올렸다.

## 논란
2020년 2월 3일 본인의 인스타그램 계정 스토리로 조센징이라는 표현을 사용해 논란이 됐다. 맥락상 발음이 비슷한 조성진의 별명으로 추측되지만, 일제강점기 당시 명백히 한국인 비하의 의도로 사용된 표현을 아무런 인식 없이 써서 지탄의 대상이 되고 있다. 이후 사과문을 올렸다. 일본에서도 보도되었다.